# Stalag VIII C
Le Stalag VIII-C est un camp allemand de prisonniers de guerre lors de la Seconde Guerre mondiale, adjacent au Stalag Luft III.

## Histoire
Pendant la première guerre mondiale, le camp existait déjà.
Lors de la Seconde Guerre mondiale le camp est reconstruit sur 48 ha en septembre 1939 pour accueillir plusieurs milliers de prisonniers polonais après l'offensive de septembre 1939.
En complète infraction avec la troisième Convention de Genève, la plupart d'entre eux furent en juin 1940 privés de leur statut de prisonniers de guerre et transférés dans des camps de travail. Des soldats français et belges, faits prisonniers pendant la bataille de France prennent leur place, beaucoup d'entre eux venant d'Algérie, du Maroc et du Sénégal et de Madagascar.
Le Comité international de la Croix-Rouge (CICR) visite le Stalag le 3 décembre 1940.
En 1941 arrivent de nouveaux prisonniers après la campagne des Balkans, pour la plupart britanniques, canadiens, grecs et yougoslaves. Ils sont suivis par des prisonniers soviétiques capturés lors de l'opération Barbarossa. En fin 1941, près de 50 000 prisonniers s'entassent dans un espace conçu pour le tiers de ce nombre. Les conditions étaient épouvantables pour les prisonniers russes, la famine, les épidémies et les mauvais traitements prélevèrent un lourd tribut en vies humaines. Au début de 1942, les prisonniers soviétiques sont transférés vers d'autres camps, en particulier au Stalag VIII-E (en) à Neuhammer. Entre septembre 1941 et janvier 1942, huit personnes meurent du typhus. Les Allemands créent à l'occasion de cette épidémie une police russe, en plus de la police française qui existe déjà, afin de ne pas contaminer leurs sentinelles.
De nouveaux prisonniers arrivent, capturés pendant la Guerre du désert en Afrique du Nord, surtout après la chute de Tobrouk en décembre 1941. Il s'agit principalement d'Australiens, de Sud-Africains (des blancs et des noirs) et des Polonais.

### Évacuation et rapatriement
Au début de février 1945, presque tous les prisonniers français au stalag VIII C, et puis ceux du Luft III, de Grande-Bretagne et du Commonwealth, sont acheminés vers l'ouest devant l'offensive soviétique. Le commandement du camp allemand détruit une grande partie des documents et toutes les preuves des crimes commis contre les Soviétiques.
Le 14 février l'Armée rouge entre dans le camp qu'elle utilise par la suite pour y mettre des prisonniers allemands.

## Description
Le camp est situé près de Sagan, en Basse-Silésie prussienne.
En 1943, les effectifs sont de 24 103 le 15 juin, et 20 261 le 5 octobre.
Le camp dispose d'une police française qui a pour mission de faire respecter les ordres, de maintenir la propreté et de régler les problèmes entre prisonniers.
Un bureau de renseignements gère tous les documents français du Stalag, comme le courrier et les renseignements, ce qui représente 16 500 pièces uniquement pour l'année 1943.

### Prisonniers
En 1944 il y avait 10 494 prisonniers de diverses nationalités, Texte en ligne, sur Gallica :
- Jean Billon
- Paul Bourbon[7]
- Marcel Chevallier
- André David
- Jean Derriennic[7]
- Marcel Deverge[7]
- Alfred Devulder
- Jacques Dupret[7]
- Pierre de Duve
- Antoine Espigoulet[8]
- Marcel Gaspard
- Joseph Girel[7]
- Jules Lampe[7]
- Marcel Marty[7]
- Nino Medelli[7]
- Arsène Joseph Mette[7]
- Jean-Henri Michel
- Auguste Mouton[7]
- René de Obaldia[9]
- Marcel Taulin
- Georges Marsault[7]

## Vie culturelle
Pour rompre avec l'ennui, les prisonniers organisent leur vie et participent à des activités culturelles et sportives. La vie culturelle est particulièrement développée au Stalag VIII-C (Sagan) : dessinateurs, peintres, musiciens, comédiens... y exercent leurs talents,. Pour respecter l'article 17 de la convention de Genève de 1929 et parce que cela sert d'instrument de propagande montrant un camp modèle, ce qui est d'ailleurs relevé par les délégués du comité international de la Croix-Rouge lors de leur visite du camp le 3 décembre 1940, les autorités allemandes mettent à disposition locaux et matériel ; la Croix Rouge également est sollicitée par les prisonniers qui expriment leurs besoins en fournitures lors des inspections du camp,. 
Dans l'ouvrage "Disparu mais vivant- Prisonnier en Allemagne "publié chez l'Harmattan on apprend comment André David violoniste amateur réussit à acheter un violon et à constituer un orchestre inter-commando qui apporta un peu de joie et de distraction aux prisonniers isolés dans divers commandos de travail.

### Arts plastiques

#### Jean-Henri Michel
Jean-Henri Michel est fait prisonnier à Lille le 28 mai 1940 et transféré le 15 juin 1940 au stalag VIII-C. Il est rapatrié pour des raisons sanitaires le 18 février 1941. C'est un soldat 2e classe de la 1re division marocaine 6e GAA. Il crée avec d'autres prisonniers artistes ou écrivains la revue Epreuves dont deux numéros sont parus au camp. À sa libération le troisième numéro n'est pas achevé et il essaye de poursuivre sa publication pour les prisonniers de guerre en prenant contact avec le gouvernement de Vichy. D'autre part, il demande de créer un bureau centralisateur pour rassembler et valoriser toutes les œuvres artistiques des prisonniers de guerre rapatriés.
Il crée également un atelier de peinture appelé l'atelier Ile de France auquel se joignent dessinateurs et sculpteurs qui ont une formation artistique. Les délégués de la Croix-Rouge qui ont visité le camp le 3 décembre 1940 sont étonnés de voir que ce petit groupe d'artistes travaillait librement et dans une ambiance détendue. Un de ces peintres expliquait aux délégués : 
« Notre groupe est si homogène, nous travaillons si tranquillement, que quelquefois nous n'arrivons pas à réaliser que nous sommes prisonniers. ».

#### Jean Billon
Jean Billon, qui a passé 27 mois prisonnier dans le Stalag, a dessiné pendant sa captivité des portraits d'autres prisonniers. Il expose 66 de ses portraits au printemps 1943 à Lyon dans l'exposition « Visages de prisonniers ». Du 18 au 30 avril 1943, cette exposition a lieu au Grand Casino à Vichy, organisée sous le patronage du commissariat général aux prisonniers de guerre rapatriés et aux familles des prisonniers de guerre. Le 23 avril 1943, Jean Billon rencontre à Vichy le Maréchal Petain au cours d'une audience publique et lui présente ses portraits de prisonniers. Le 30 avril, le chef de l'État visite personnellement l'exposition.
En 2000, l'historien du visuel et spécialiste de l'image politique Laurent Gervereau prend entre autres pour exemple ces expositions de portraits réalisés par Jean Billon pour étayer son analyse de la propagande du régime de Vichy par le biais de l'image.

## Postérité

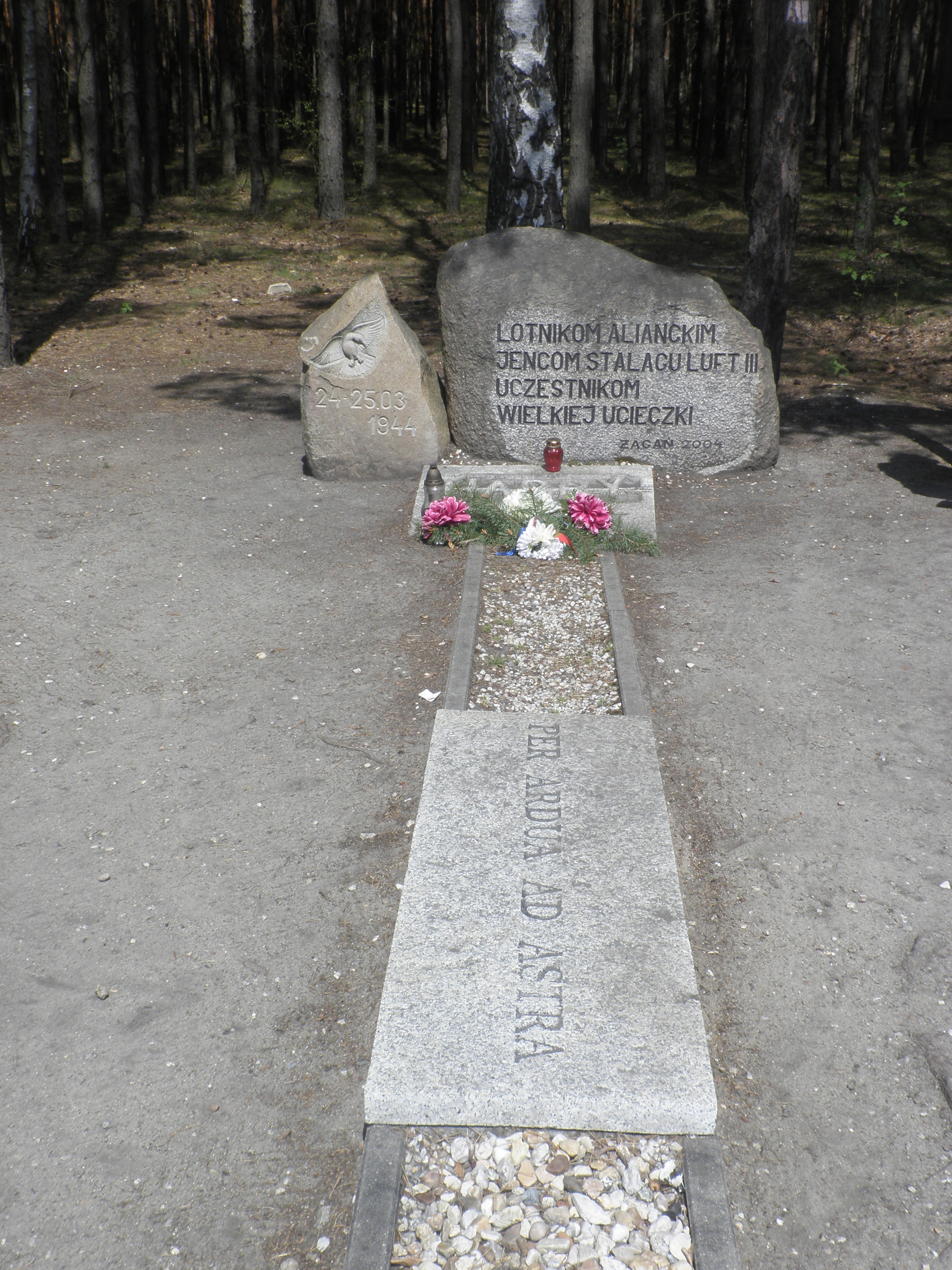
Mémorial au Musée du martyre des prisonniers de guerre alliés à Żagań

En 1961, un monument fut érigé au cimetière en souvenir de ceux qui par milliers y étaient morts et y avaient été enterrés dans un charnier en dehors du camp.
En 1971, le « Musée du martyre des prisonniers de guerre alliés (pl) » fut créé sur le site du camp pour abriter les souvenirs et les archives des deux Stalags, le Stalag VIII-C et le Stalag Luft III.

## Témoignages
- François Bescond, Un paysan breton au Stalag VIII C, prisonnier de guerre, juin 1940-mai 1945, éditions Récits, 2018, 96 p.  (ISBN 9-782918-945628).
- Agnès Elias et Georges Elias, Artistes au Stalag, La Crèche, Geste éditions, 2015, 384 p., 15,8 x 24 cm (ISBN 978-2-36746-310-0, présentation en ligne).
- Christine Aubé, Le silence des pères, Editions Mémoires Vives, 2020, 245 p. (présentation en ligne)[22].
- Ouvrage DISPARU MAIS VIVANT- Prisonnier en Allemagne. Lettres de guerre et de captivité d'André David (1940-1945) - Mémoires du XXe siècle - l'Harmattan. Edition présentée et annotée par sa fille. Préface du Professeur Yves Durand.